# Hendrik III van Naaldwijk
Hendrik III van Naaldwijk (1367 - 1419 of 1427) was erfmaarschalk van Holland en heer van Naaldwijk en Honselersdijk. Ambachtsheer van Groensvoord, Poeliën en Crayestein (Oversliedrecht), rentmeester van Voorne en baljuw van Delftsland en Schieland (1404).
Hij was een zoon van Willem II van Naaldwijk en Sophia van Teijlingen. Hij bewoonde het "huis Hontsel" in Hontselaarsdijk. Hij werd in 1382 tot ridder geslagen en wordt in 1396 vermeld in een charter als hij aanwezig is in de nabijheid van graaf Albrecht van Beieren, toen deze optrok tegen de opstandige West Friesen. Hendrik III huwde met Katherina of Katrijne van Heenvliet en kreeg minstens vijf kinderen. Twee van hun dochters zouden het Vrouwenklooster Diepenveen bij Deventer van de Zusters van het Gemene Leven verkiezen boven het leven in welstand.
- Katharina van Naaldwijk (1395-1443)
- Albert van Naaldwijk (1396-
- Willem III van Naaldwijk (1397-1444)
- Griete van Naaldwijk (1398-1424)
- Aadriaan van Naaldwijk (1399-

Hendrik wordt tussen 1397 en 1416 nog enkele malen vermeld in de hofraad, sommige bronnen vermelden dat hij in 1419 overleden is, maar hij komt nog voor in stukken bij het opzetten van het heerlijkheid Naeldwijk in de Alblasserwaard, nadat zijn ambacht Crayestein onbewoonbaar is geworden door de Sint Elisabethsvloed (1421). Hij is in 1402 aanwezig met een grote groep edelen, bij het beleg van Gorinchem. Zijn zoon Willem III wordt pas in 1427 nadrukelijk genoemd in een charter.
Zijn portret is in het Rijksmuseum Amsterdam te vinden onder Memoria in beeld.